# سينينو سينيني
سينينو سينيني (بالإيطالية: Cennino d'Andrea Cennini)‏ (ولادته حوالي 1360م ؛ ووفاته قبل 1427 م) هو رسام إيطالي عاش في القرنين الرابع عشر والخامس عشر للميلاد في عصر النهضة في أوروبا. تأثر سينينو سينيني بالفنان جوتو دي بوندوني، وتتلمذ على يد أنغولو غادي Agnolo Gaddi.
ولد سينيني في مدينة Colle di Val d'Elsa في توسكانا، وبعد أن أنهى تعليمه على يد أستاذه أنغولو غادي في فلورنسا، عمل في بادوفا في بلاط أحد الأمراء، قبل أن يعود إلى مسقط رأسه.
ينسب إلى سينينو سينيني كتاب Il libro dell'arte، والذي جمع فيه معلومات عن الخضب وعن الفراشي وأدوات الرسم وكيفية الرسم على ألواح الخشب، بالإضافة إلى معلومات عن التصوير الجصي.

## اقرأ أيضاً
- جوتو دي بوندوني